# Visserijdagen Harlingen

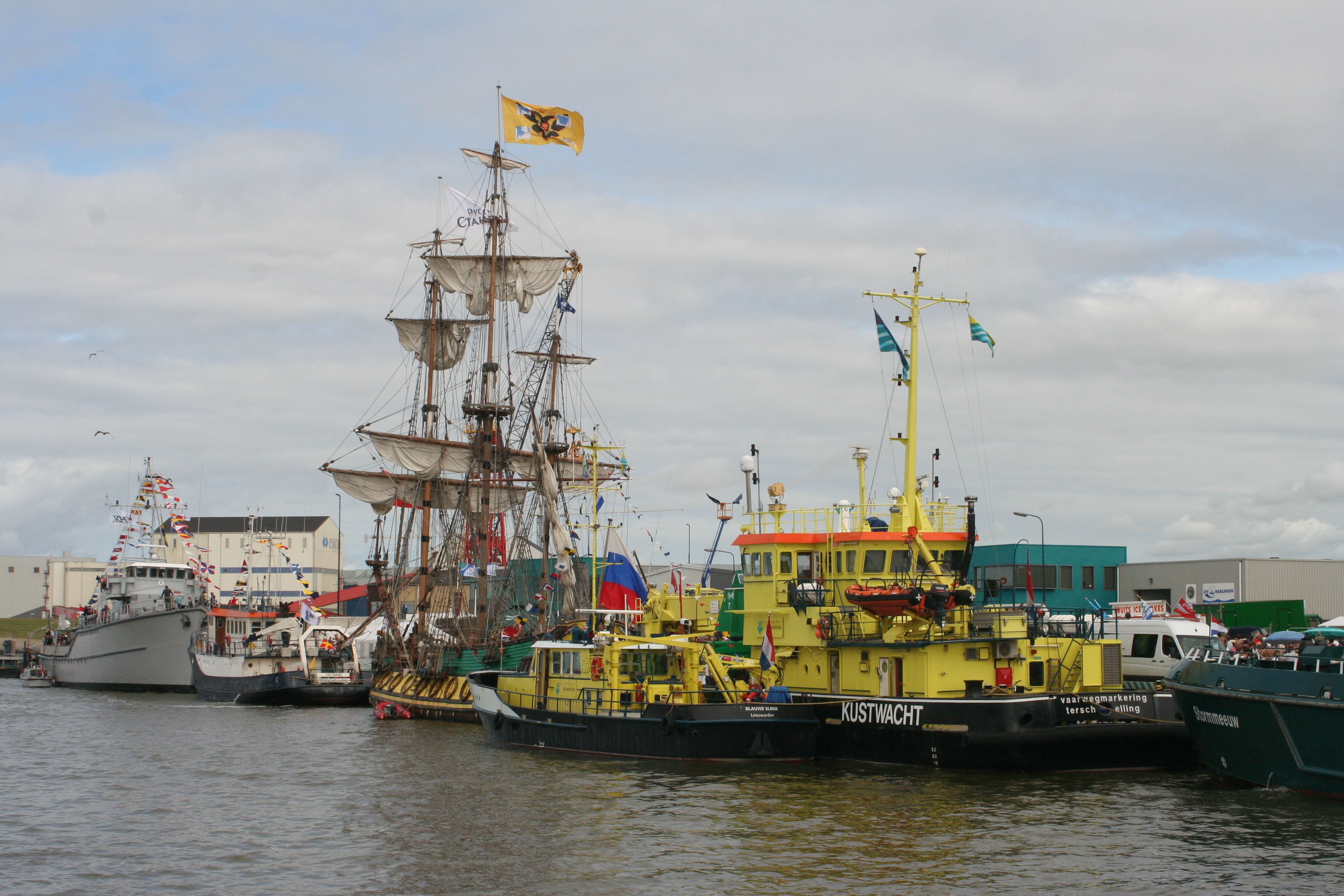
Visserijdagen Harlingen

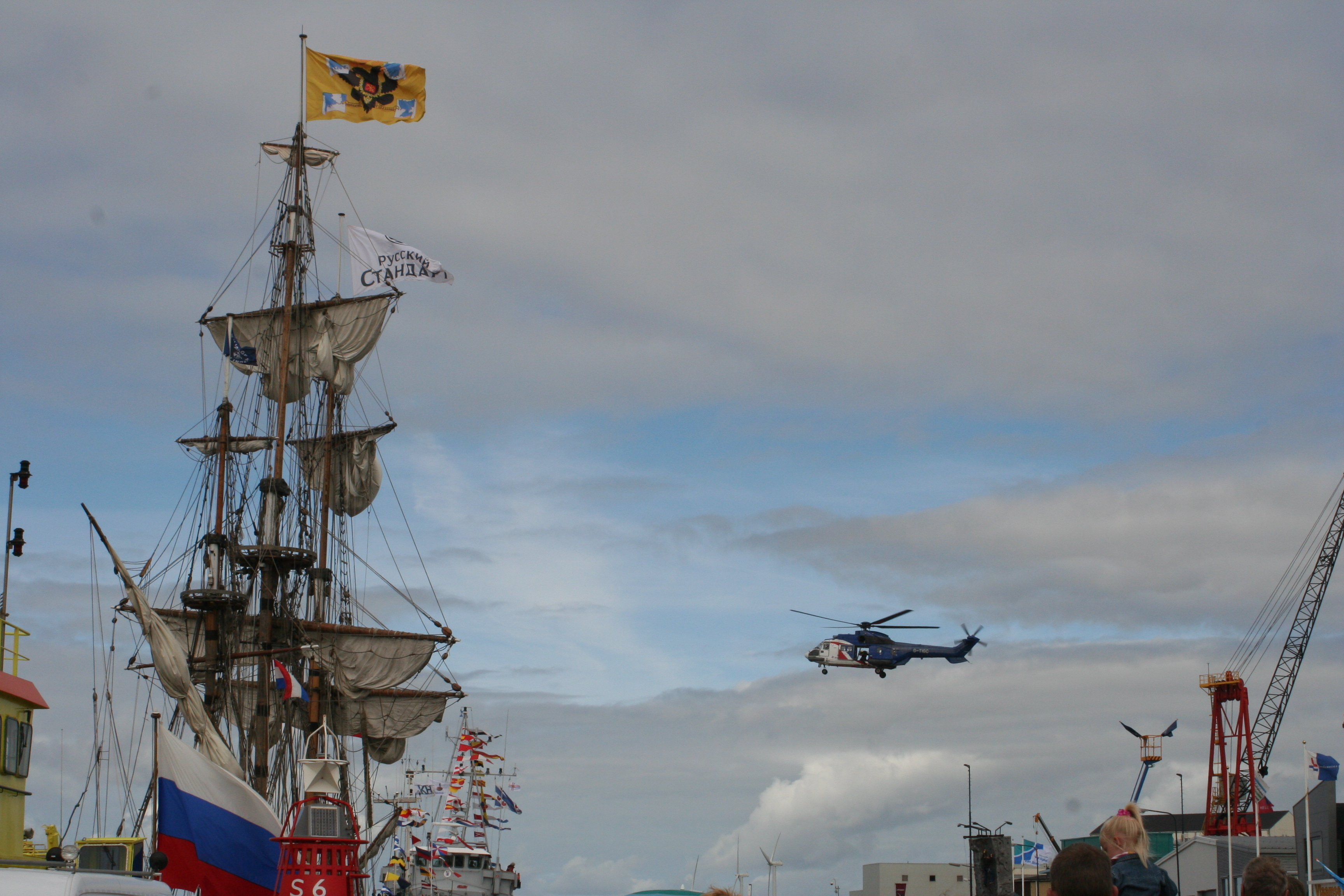
Visserijdagen Harlingen

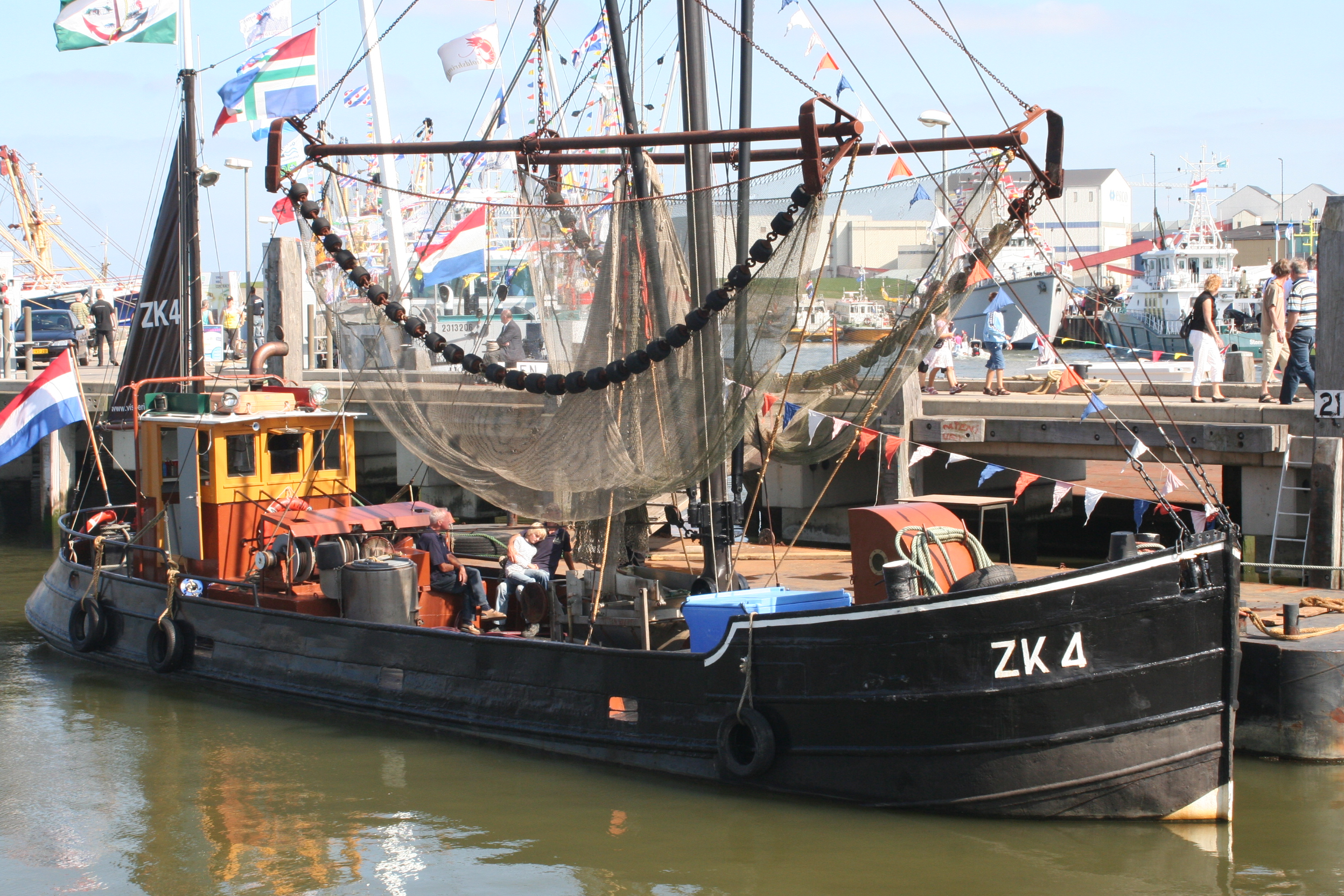
Visserijdagen Harlingen

De Visserijdagen Harlingen zijn een vier dagen durend volksfeest voor jong en oud, dat in Harlingen (provincie Friesland) gevierd wordt. Centraal staat het promoten van de stad Harlingen, de haven van Harlingen en de visserij.

## Geschiedenis
De Visserijdagen Harlingen worden sinds 1959 gevierd in de laatste week van augustus. In haar eerste jaren duurden zij slechts 1 dag. Later werd naar 4 dagen uitgebreid. Het feest richtte zich de afgelopen jaren op allerlei culturele en volkse evenementen zoals muziek, zang, dans, visserij, sportieve evenementen, markten, kermis, legervoertuigen, geschiedenis, kunst, animatie enz. In 2010 werd het uitgeroepen tot het beste regio-evenement van Nederland. Sinds de editie van 2024 is het een vijfdaags evenement, ook de zondag is toegevoegd aan de Visserijdagen. 

## Bezoekers
Het feest is niet alleen voor de Harlingers, maar vooral ook voor de mensen van daarbuiten en voor oud-Harlingers. Bekend is dat bezoekers vooral uit Friesland komen, maar ook komen er mensen uit Drenthe, Groningen en West-Friesland. Met 170.000 bezoekers in 2008 waren de Visserijdagen wederom het grootste feest van Friesland.

## Data
- 1965: 9, 10 en 11 september. Is een lucifermerk ter gelegenheid hiervan uitgegeven.
- 2009: 26 tot en met 29 augustus, vijftigjarig bestaan
- 2010: 26 tot en met 29 augustus
- 2011: 24 tot en met 27 augustus
- 2012: 29 augustus tot en met 1 september
- 2013: 28 tot en met 31 augustus
- 2014: 27 tot en met 30 augustus
- 2015: 26 tot en met 29 augustus
- 2016: 24 tot en met 27 augustus

De edities van 2020 en 2021 werden afgelast omdat de landelijke maatregelen vanwege de coronacrisis in Nederland deze niet toelieten.